# Sida simpsonii
Sida simpsonii är en malvaväxtart som beskrevs av Antonio Krapovickas. Sida simpsonii ingår i släktet sammetsmalvor, och familjen malvaväxter. Inga underarter finns listade i Catalogue of Life.